# Nishigō
Nishigō (西郷村, Nishigō-mura) est un village japonais (村, mura ou son), situé dans la préfecture de Fukushima.
Sa population au 1er juin 2013 est estimée à 19 795 habitants.

## Transports
Nishigō est desservi par la ligne Shinkansen Tōhoku et la ligne principale Tōhoku à la gare de Shin-Shirakawa.